# 南斯拉夫內戰

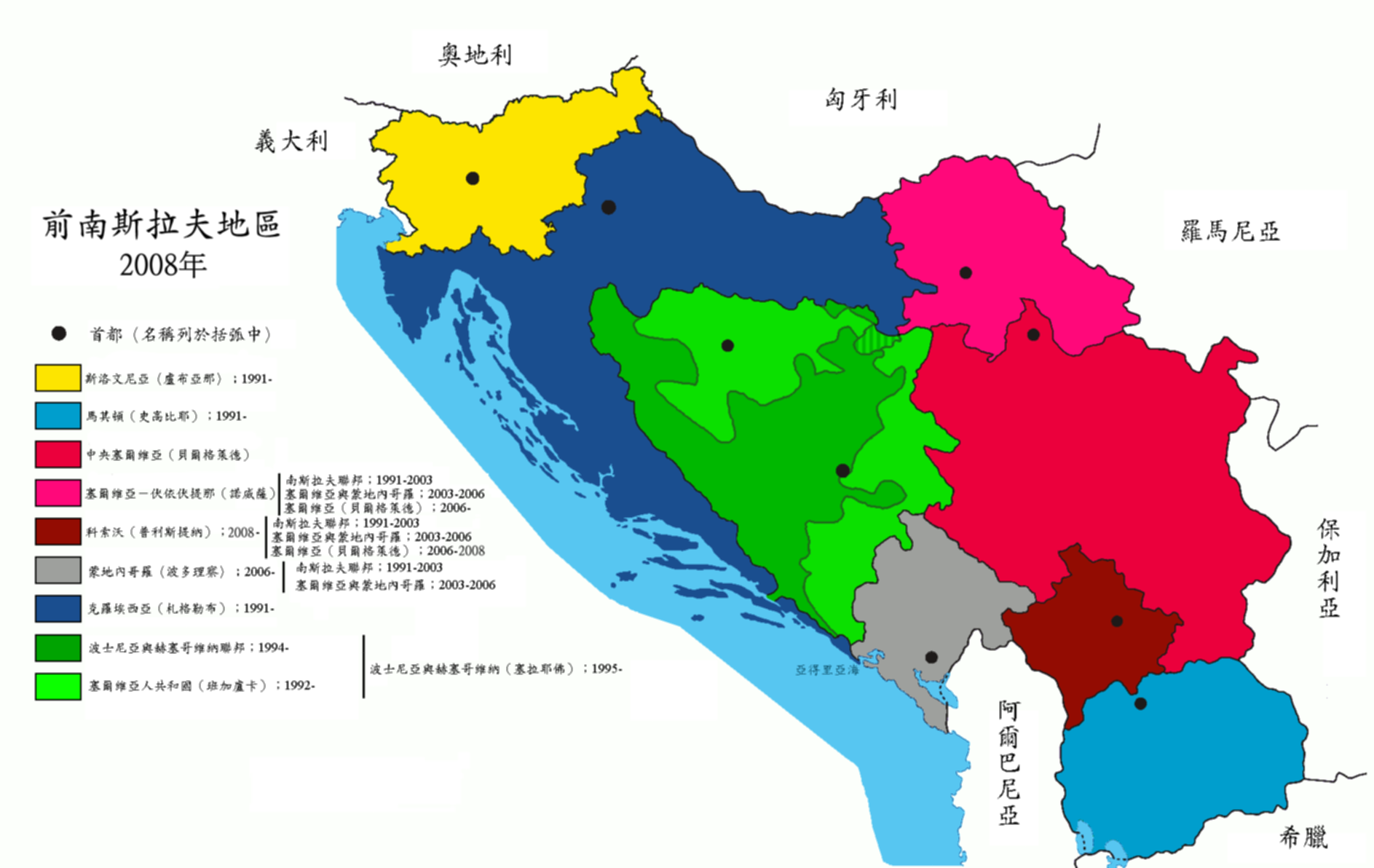
内战前后边界对比

南斯拉夫內戰（英語：Yugoslav Wars），指的是因南斯拉夫社會主義聯邦共和國的解體而引發的一系列戰爭。這些相互關聯的戰爭至少包括1991年的斯洛文尼亞十日戰爭（又稱斯洛文尼亞戰爭）、1991年至1995年的克羅埃西亞戰爭、1992至1995年的波士尼亞戰爭、1996年至1999年的科索沃戰爭。1999年至2001年的普雷舍沃山谷武装冲突以及2001年马其顿武装冲突有时也被认为属于南斯拉夫内战的一部分。
南斯拉夫內戰通常被認為是歐洲自第二次世界大戰以來最為慘烈的戰爭。民族對立與衝突、種族清洗、戰爭罪等都是其特徵，许多参与者亦因为战争中的罪行被审判。戰爭的結果導致了前南斯拉夫境內多個主權國家的產生。
此外，雖然存在一定的爭議，該地區許多持續至今的紛爭與衝突有時也被認為是南斯拉夫內戰的延續。
国际转型正义中心认为南斯拉夫战争造成了超过14万人死亡。人道主义法律中心同样认为至少有13万人死亡。

## 背景
在二次世界大戰時被德國和意大利为首的歐洲軸心国佔領。南斯拉夫在戰後，經由一支民族解放軍的領導者約瑟普·布羅茲·狄托帶領下成功獨立。成立了這個後來稱其擁有「七國國境、六個共和國、五個民族、四種語言、三種宗教、兩套文字、一個國家」的多樣性國家。
戰後的世界主要由美國為首的西方世界國家和蘇聯為首的東方共產勢力國家兩大集團對立而開始冷戰。因為狄托是共產主義者，所以南斯拉夫屬於東側的陣營，但是和波兰、匈牙利、捷克斯洛伐克、保加利亚和罗马尼亚等東歐諸國相比不同的是，南斯拉夫並非成為蘇聯的附庸國或是衛星國家，而是發展成為具有獨立地位的社會主義國家。
1980年狄托在沒有指定繼承人的情況下去世，蘇聯國內也在戈巴契夫的指導下往民主化推進，东德的昂纳克、保加利亚的日夫科夫和捷克斯洛伐克的胡萨克在大规模改革呼声中被迫下台，羅馬尼亞更是將獨裁者齐奥塞斯库直接处决，南斯拉夫也廢止共產黨一黨專政決定實行自由選舉，組成南斯拉夫的各加盟國已經開始醞釀脫離南斯拉夫這個架構。此時，如塞爾維亞的米洛塞維奇等民族主義者開始掌權，身為南斯拉夫中心國家塞爾維亞的領導人，米洛塞維奇宣示大塞爾維亞主義，強行將阿爾巴尼亞人占多數的科索沃社會主義自治省的自治權力取消，引發了科索沃在1990年7月宣布獨立，從此南斯拉夫國內就開始了接連不斷的內戰。
1991年6月，文化和宗教上最接近西方國家的斯洛文尼亞經由10天的陸戰達成獨立（史稱十日戰爭）、接下來馬其頓宣布獨立、和塞爾維亞長期不睦的克羅埃西亞也在激戰後宣布獨立。最後1992年波士尼亞也宣佈獨立，但是波斯尼亞國內的塞爾維亞人又意圖要自波斯尼亞獨立而又不斷引起新一輪的戰火。此外塞爾維亞國內的科索沃也意圖獨立，最後和塞爾維亞引發科索沃戰爭。
南斯拉夫地区本身過於複雜的歷史背景引發的問題难以完全解決。但在北約和聯合國的介入后，戰火渐渐平息。

## 南斯拉夫內戰戰爭列表
- 斯洛維尼亞戰爭（1991年）
- 克羅埃西亞戰爭（1991年－1995年）
- 波士尼亞戰爭（1992年－1995年）
- 科索沃戰爭（1996－1999年）

此外，雖然存在爭議，該地區許多持續至今的紛爭與衝突有時也被認為是南斯拉夫內戰的延續。
- 普熱沃谷紛爭（1999年－2001年）
- 馬其頓紛爭（2001年）

### 斯洛維尼亞戰爭
1991年6月25日，斯洛文尼亞宣佈独立，南斯拉夫下令由塞尔维亚控制的斯拉夫联邦军进攻斯洛維尼亚並受到强烈还击。最後经欧洲共同体调停，冲突双方于7月7日达成停火协议，塞尔维亚撤出斯洛維尼亞，斯洛維尼亞境内武装冲突暂告平息。史称十日戰爭或獨立戰爭。

### 克羅埃西亞部分
克羅埃西亞的獨立戰爭包括兩個階段：
第一次克羅埃西亞戰爭：1991年6月，克羅埃西亞隨斯洛維尼亞宣佈獨立，同境内的塞族流血冲突再起。米洛舍维奇派志愿军到克羅埃西亞境內援助塞爾維亞族人。战斗主要集中在克羅埃西亞境内的塞族聚居区，后来戰火扩散至和波士尼亞與赫塞哥維納的边境地区。最后由美国外交调停结束战争。
第二次克羅埃西亞戰爭：克罗地亚在1991年后重组军队。在1995年再度攻打塞尔维亚。结果塞军惨败，此戰役较前者血腥。

### 波斯尼亞部分
1992年3月1日的波士尼亞公民投票結果公佈，公投结果为贊成波斯尼亞獨立，波士尼亞境內的塞爾維亞人对此不满，遂向波斯尼亞人開戰。雖然聯合國有派兵補給援助波斯尼亞。但塞爾維亞人仍是大勝。1995年，塞爾維亞人向波士尼亞人再度開火，並進行屠殺。迫使北約轟炸塞爾維亞人三周，最後塞軍投降。

### 科索沃部分
科索沃戰爭或科索沃衝突這個名詞通常是用來描述兩場接續的並且有時相當類似的武裝衝突。在內戰後隨即發生的國際衝突是：
1996年－1999年：南斯拉夫联盟共和国（塞爾維亞和黑山）安全武力和科索沃解放軍（一支追求科索沃獨立的阿爾巴尼亞人游擊隊）的戰爭。
1999年：南斯拉夫联盟共和国和北大西洋公約組織之間的戰爭。從3月24日至6月10日，當北約攻擊南斯拉夫目標時，阿爾巴尼亞人游擊隊持續與南斯拉夫武力戰鬥，在這段期間，戰亂造成科索沃的人口大幅減少。